# Jules Guiffrey
Jules Marie Joseph Guiffrey, född 29 november 1840, död 1918, var en fransk konstvetare.
Guiffrey var verksam under flera år som direktör för La manufacture des Gobelins och medverkade vid utgivandet av källskrifter till Frankrikes konsthistoria. 
Bland Guiffreys egna arbeten märks La tapisserie depuis le moyen âge jusqu'à nos jours (1885) samt monografier över möbelkonstnärerna i släkten Caffieri och över Anthonis van Dyck.